# Сан-Мігель – Куяба
Сан-Мігель – Куяба — транскордонний газопровід, споруджений передусім для доставляння болівійського природного газу на бразильську теплоелектростанцію Куяба.
В кінці 20 століття Бразилія, що традиційно віддавала перевагу використанню своїх гідроресурсів, була вимушена звернутись до розвитку теплової енергетики. В той же час, відкриття в болівійському департаменті Тариха великих ресурсів газу (наприклад, родовища Сабало та Сан-Альберто) сприяло спорудженню систем для його експорту до Бразилії. В той же рік, коли був введений в дію газопровід Gasbol, розпочали будівництво відгалуження від нього за маршрутом Сан-Мігель (Болівія) – Куяба (столиця штату Мату-Гросу).   
Трубопровід, прийнятий в експлуатацію у 2001 році, має довжину 610 км, діаметр труб 450 мм та потужність до 2,7 млрд м3 на рік.
Основним споживачем стала ТЕС Куяба потужністю 480 МВт. Вона споруджувалась корпорацєю Enron, яка водночас відігравала провідну роль і у створенні газопроводу. Всього були здійснені інвестиції розміром більш ніж 0,5 млрд доларів США, 60% яких пішло на електростанцію.
Окрім ТЕС, до трубопроводу було зокрема під`єднано золоту копальню Don Mario, яка належить канадській компанії Orvana Minerals та до того знаходилась у консервації. Повторне розгортання гірничодобувної діяльності на об`єкті, розташованому у лісі Chiquitano, викликало протести природоохоронних організацій. Останні ще до того намагались перешкодити прокладанню газопроводу по запланованому маршруту, який окрім згаданого лісу також проходив через інший об`єкт уваги екологів – болота Pantanal.
На початковому етапі роботи газопровід також стикнувся з ресурсними проблемами, коли у 2007 році внаслідок зростання внутрішнього попиту та повільнішого ніж очікувалось розгортання виробництва на родовищах Болівія призупинила поставки до Куяба. Угоди про їх відновлення досягли в кінці 2010 року.